# Золотой треугольник (Миссисипи)

«Золотой треугольник»

Золотой треугольник — один из регионов американского штата Миссисипи. «Треугольник» формируется городами Колумбус, Старквилл и Уэст-Пойнт. Причиной выделения региона послужили сильные экономические связи между тремя городами и, соответственно, тремя округами — Лаундс, Октиббеха и Клей.
Три города обслуживаются одним аэропортом (третьим по величине в штате Миссисипи) — региональным аэропортом «Золотой Треугольник».
Исторически, Колумбус был важнейшим городом Золотого треугольника Миссисипи, однако коллапс предприятий города, случившийся в начале 1990-х, и быстрое развитие соседнего Старквилла, где расположен Университет штата Миссисипи, изменили положение дел. Последний индустриальный бум, вызванный появлением обрабатывающих производств в созданном индустриальном парке «Золотой Треугольник», расположенном в графстве Лоундес, вернули Колумбусу статус важнейшего города этого быстро развивающегося региона. В Колумбусе также располагаются Женский университет Миссисипи и база ВВС США.